# Syngria ramosaria
Syngria ramosaria är en fjärilsart som beskrevs av Heinrich Benno Möschler 1890. Syngria ramosaria ingår i släktet Syngria och familjen Uraniidae. Inga underarter finns listade i Catalogue of Life.